# Edgar Artunduaga
Edgar Artunduaga Sánchez (Villarrica, Tolima, 3 de octubre de 1953-Neiva, Huila, 25 de junio de 2019) fue un periodista, escritor y político colombiano. Se desempeñó, desde enero de 2018 hasta su muerte, como director de los programas Artunduaga Noticias y Artunduaga Pregunta lo que la Gente se Pregunta, de la emisora Huila Stereo de la cadena de emisoras de su propiedad, el Sistema AS.

## Biografía
Natural de Villarrica, Tolima, fue registrado en Pitalito, Huila. A lo largo de su vida, se dedicó al periodismo político durante más de 40 años, siendo objeto de críticas y censura, por políticos y gobernantes, debido a su estilo periodístico crítico y vehemente, ante las denuncias de corrupción que él exponía en sus espacios radiales y televisivos.
Fue Senador de la República, elegido por voto popular en 2002. 
Artunduaga trabajó en diversos medios de comunicación, tanto en el departamento del Huila, como de la ciudad de Bogotá, donde tuvo una prolífica y exitosa carrera periodística. 
Se desempeñó como columnista del diario El Espacio, así como reportero y conductor de espacios informativos en las emisoras Radio Santa Fe, Caracol Radio, Todelar, Radio Súper y Emisora Minuto de Dios. Así mismo, en televisión, trabajó como reportero y conductor en varios noticieros, e incluso dirigió los informativos del Congreso de la República. 
Fue reconocido por muchos distinguidos periodistas de larga trayectoria de Colombia, como uno de los reporteros mejor informados del país en temas políticos. 
Mantuvo una amistad muy cercana con el también periodista, Hernán Peláez Restrepo, quien lo admiraba por su profesionalismo y manera de ser, hasta el punto que Hernán Peláez renunció a la dirección de La Luciérnaga por la salida de Édgar Artunduaga de Caracol Radio en 2001, presionada por el entonces Presidente de Colombia, Andrés Pastrana Arango, solidarizándose así con su colega y amigo.
Murió de una crisis cardíaca en su casa, ubicada en la ciudad de Neiva, Huila, cuando se disponía a salir para realizar su noticiero en la emisora Huila Stéreo.

## Trayectoria
Trabajó como periodista en Radio Santa Fe, el periódico El Espacio, y en el espacio radial de La Luciérnaga junto a Hernán Peláez, donde logró su consagración profesional a pesar de su polémica salida presionada por el presidente de Colombia Andrés Pastrana Arango.
Se desempeñó como senador de la República entre 2002 y 2006 por el Partido Liberal Colombiano, siendo parte de la Comisión Quinta y vicepresidente de la Comisión de Ética del legislativo.
En total escribió 17 libros y por diversos trabajos periodísticos ganó cinco veces el Premio Nacional de Periodismo Simón Bolívar.
Creó en 2009 junto con Guillermo Diaz Salamanca el ahora extinto programa radial La Escalera, el cual originó en Radio Súper como competencia a La Luciérnaga, el cual también fue retransmitido por la emisora Minuto de Dios 107.9 FM; se retiró del programa en 2010 con miras a aspirar nuevamente al congreso en las elecciones legislativas de ese año. También se retiró en 2010 del programa radial matutino El Pereque, emitido en Radio Santa Fe.
Regresó a la radio en 2011 a trabajar como director del Noticiero Todelar, espacio de noticias de Todelar Radio, del cual fue director hasta el 20 de diciembre de 2016, después de confirmarse que la cadena vendió su emisora base en Bogotá, trabajó desde ese año como Vicepresidente de Contenidos de la casa KienyKe, hasta que se retiró en septiembre de 2017, para volver a trabajar en la radio, esta vez desde su emisora Huila Stereo, la cual cuenta con 3 frecuencias en 3 municipios del departamento del Huila, dichas frecuencias conforman el grupo de emisoras llamado Sistema AS, estas fueron arrendadas en 2007 a Caracol Radio por un periodo 10 años, después de vencido el contrato de arrendamiento, Artunduaga recuperó las emisoras.
Desde estas mismas emisoras transmitió el Noticiero Artunduaga Noticias de lunes a viernes de 5:00 a 9:00 AM, transmitido por Sistema AS en Garzón, Pitalito y Neiva (a través de la emisora Besáme/W Radio 104.3 FM de Caracol Radio durante el año 2018, hasta que en enero de 2019 dicha emisora volvió a ser parte del Sistema AS y actualmente es la emisora de Huila Stereo en Neiva) y el programa de entrevistas Artunduaga Pregunta lo que la Gente se Pregunta, de lunes a viernes a la 1:00 PM, también transmitido por las emisoras del Sistema AS.

## Publicaciones
- Cómo escriben los mejores de Colombia, 1986
- El oficio de escribir, 1997
- Anécdotas y lecciones de periodismo, 1998
- El circo de la política, 2004
- Ética, prensa y narcotráfico: el caso Lara Bonilla, 2004
- HP: Historias particulares de los honorables parlamentarios, 2006
- Artunduaga desnuda al Concejo de Bogotá, 2008
- Finales tristes: crónicas de amor y muerte, 2008
- Sexopolítica: dime con quién te acuestas y te diré qué quieres, 2009
- Honorables parlamentarios, 2010-2014: perfiles no autorizados, 2010
- Las historias de Hernán Peláez, 2012